# Corinna Harfouch
Corinna Harfouch, född Meffert den 16 oktober 1954 i Suhl i Thüringen i dåvarande Östtyskland, är en tysk skådespelare.

## Biografi
Harfouch fick sin teaterutbildning vid Hochschule für Schauspielkunst Ernst Busch i Berlin 1978–1981. Sedan var hon anställd hos olika teatrar. Uppmärksammade roller var bland annat Lady Macbeth i Macbeth (regi: Heiner Müller) och generalen i Des Teufels General (drama av Carl Zuckmayer, regi: Frank Castorf), båda vid Volksbühne i Berlin.
Sedan 1980 har Corinna Harfouch haft flera roller i tyska filmer och TV-produktioner, bl.a. i Deutschland 89.
I rollen som Monika Lundin i långfilmen Stockholm Marathon (1994), är hon dubbad till svenska.

## Filmografi i urval
- 1988 – Yasemin
- 1994 – Stockholm Marathon
- 1997 – Knockin' on Heaven's Door
- 1999 – Bortom horisonten
- 2002 – Bibi Blocksberg
- 2004 – Undergången
- 2006 – Parfymen: Berättelsen om en mördare
- 2006 – Elementarpartiklar
- 2013 – Finsterworld
- 2024 – De dödas symfoni

## Teater

### Roller (ej komplett)
| År   | Roll           | Produktion             | Regi          | Teater                                       |
| ---- | -------------- | ---------------------- | ------------- | -------------------------------------------- |
| 2018 | Alma Elisabeth | Persona Ingmar Bergman | Anna Bergmann | Malmö Stadsteater/ Deutsches Theater, Berlin |

## Utmärkelser (urval)
- 1993 - Berlinale Kamera vid Berlinale
- 1994 - Deutsche Kritikerpreis
- 2001 - Deutscher Fernsehpreis
- 2007 - Goldene Kamera
- 2010 - Stjärna på Boulevard der Stars (tysk motsvarighet till Hollywood Walk of Fame)